# Sarum-Usus
Beim Sarum-Usus („Brauch von Salisbury“'; nach dem lateinischen Namen von Alt-Salisbury, Sarisburium oder Old Sarum) handelt es sich um ein Regelwerk zur Leitung eines Domkapitels und um eine Sammlung von liturgischen Texten, weswegen er auch fälschlich Sarum-Ritus genannt wird. Der Sarum-Usus wurde vom Richard Poore (auch Richard Le Poore), Bischof von Sarum/Salisbury, niedergeschrieben. Sowohl die administrative als auch die liturgische Seite des Sarum-Usus galt bald als so vorbildlich, dass ihn viele Kathedralen in England übernahmen.

## Klosterorganisation
Als Organisationsbuch war der Sarum-Usus für die Klosterverwaltung bestimmt und wurde bald als Muster von anderen Stiften übernommen. Dabei vereinfachte Poore die Verfassungsstruktur von Bischof Osmund von Sées aus dem späteren 11. Jahrhundert. Die Leitung des Kapitels lag demnach in den Händen des Dekans und der nachgeordneten Beamten, des Kantors, Schatzmeisters und des Kanzlers (der die Domschule verwaltete). Diese Würdenträger nahmen ihren Platz an den vier Ecken des Chorgestühls ein. Mehrere Erzdiakone teilten sich die Verwaltung der Diözese. Das restliche Domkapitel setzte sich aus Präbendaren, das heißt Inhabern von Präbenden, zusammen. An alle Ämter war Grundbesitz geknüpft, meist in Form von Landkirchen, Gutshöfen, Häusern oder Geschäften.
Das Präbendensystem entwickelte sich nach und nach. Im 13. Jahrhundert hatten die meisten Kathedralen ihre endgültige Zahl erreicht. Lincoln hatte 58 Präbenden, Wells 55, Salisbury 52, York 36.

## Liturgie
Weiter legte der Sarum-Usus (Liturgie von Salisbury) die Einzelheiten für Prozessionen, Zelebration, Gesänge und liturgische Texte des Kirchenjahres genau fest. Die Prozessionen begannen und endeten im Hoch- oder Stiftschor und zogen vom Hochaltar zu den Nebenaltären.

### Kirchenbau und Liturgie
Im Mittelschiff des Chors reihten sich die funktionalen Zonen von West nach Ost aneinander: Auf das Lectorium (Lettner) mit dem Chor des Klerus folgte der Altarraum (Presbyterium), darauf der Retrochor für einen eventuellen Heiligenschrein, daran schloss sich die Marien- (Lady Chapel) oder eine Dreifaltigkeitskapelle an. Dieses Modell der architektonischen Gestaltung des Sarum-Usus wurde im Bau der Kathedrale von Salisbury am kunstvollsten umgesetzt.